# Biophoton
Die Bezeichnung Biophotonen (griechisch βίος bíos, deutsch ‚Leben‘ und φῶς phṓs, deutsch ‚Licht‘) wird auf dem Gebiet der Biophysik und der Alternativmedizin von wenigen Autoren für das biochemische Phänomen der ultraschwachen Photonenemission (UPE) verwendet. Die hier gemeinte Strahlung unterscheidet sich von der Biolumineszenz durch ihre um mehrere Größenordnungen geringere Intensität und sehr geringe Quantenausbeute. Interpretationen der Strahlung sind wissenschaftlich umstritten.

## Geschichte
In den 1920er-Jahren gelangte der russische Biologe Alexander Gurwitsch nach Experimenten mit keimenden Zwiebeln zu der Auffassung, dass lebende Zellen eine sehr schwache Lichtstrahlung abgeben. Er nannte sie „mitogenetische Strahlung“, und zwar aufgrund seiner Vermutung, dass diese Strahlung die Zellteilung (Mitose) auslösen könne. Wegen der aufkommenden Biochemie, die Zellprozesse als Folgen von biochemischen Signalketten beschreibt, wurde diese Vermutung nicht weiter untersucht. Die Quelle dieser „dunklen Lumineszenz“ wurde, soweit man die Existenz überhaupt anerkannte, auf spontane Unvollkommenheiten des Zellstoffwechsels (z. B. Oxidations- und Radikalreaktionen) zurückgeführt. Eine biologische Bedeutung wurde bezweifelt. Hauptwidersacher von Gurwitschs Thesen war der Biochemiker Alexander Hollaender. Er und andere Wissenschaftler waren der Meinung, dass die Entdeckung solange zweifelhaft bleibe, bis die Strahlung objektiv gemessen sei.
1954 gaben die italienischen Astronomen Colli und Facchini an, mit einem großflächigen Photomultiplier im Single-Photon-Counting-Modus eine schwache, konstante Lichtemission von lebendem Pflanzenmaterial gefunden zu haben. 1967 konstatieren Metcalf und Quickenden in einem Review, dass die Forschung in Großbritannien und den USA nach intensiven, aber negativen Studien eingestellt worden sei.
In den 1970er Jahren wies der deutsche Physiker Fritz-Albert Popp erneut Photonenstrahlung aus biologischem Gewebe nach. Um eine Verwechslung mit der z. B. von Leuchtkäfern bekannten und offen sichtbaren Biolumineszenz auszuschließen, nannte er die ultraschwache biologische Strahlung „Emission von Biophotonen“ und sprach auch von Lichtspeicherfähigkeit von Pflanzen. Popp vermaß das Spektrum dieser Strahlung und fand Wellenlängen zwischen 200 und 800 nm  mit einer kontinuierlichen Verteilung, also ungefähr im Bereich des sichtbaren Lichts (380 bis 710 nm). Allerdings betrugen die gemessenen Intensitäten nur wenige bis einige hundert Quanten pro Sekunde und pro Quadratzentimeter Oberfläche. Popp vermutete, dass diese schwache Strahlung trotzdem, wie Laserlicht, kohärent ist. Zur Hypothese der Kohärenz hat Popp theoretische und experimentelle Studien vorgelegt, diese Behauptung einer Kohärenz wird jedoch wegen des Mangels an wissenschaftlicher Genauigkeit kritisiert.
Allgemein bildet die Untersuchung schwacher, von Lebewesen oder biologischem Material ausgesandter elektromagnetischer Strahlung einen Teilbereich der Biophotonik. Dieser Begriff beschreibt im heutigen Sprachgebrauch ganz allgemein die Verbindung von Biologie und Photonik, also unter anderem alle Arten von medizinischen Untersuchungs- und Heilungsmethoden und Bildgebungsverfahren auf optischer Basis.

## Interpretation
Alle Objekte, ob biologisch oder nicht, emittieren Wärmestrahlung, abhängig von ihrer Temperatur. Diese Strahlung wurde bei den oben erwähnten Messungen berücksichtigt und subtrahiert. Da die betrachteten Zellen keine speziellen Leuchtstoffe (Luciferine o. Ä.) enthalten, gehört die untersuchte Strahlung nicht zur klassischen Biolumineszenz, die ein Vielfaches intensiver als die gemessene „Biophotonenstrahlung“ ist.
Die schwache, über die Schwarzkörperstrahlung hinausgehende Emission wird laut Popp möglicherweise vom Zustand der Zellen mitbestimmt. Nach vorherrschender Meinung beruht die Emission von Photonen auf den bekannten chemischen Reaktionen im Rahmen des Stoffwechsels, z. B. des oxidativen Metabolismus. Ungeklärt ist, ob Lichtquanten in Zellen stehende Wellen ausbilden können, die in Wechselwirkung mit den Zellorganellen treten, um Stoffwechselfunktionen zu beeinflussen.

## Kritik
Die Ansicht mancher Vertreter der Alternativmedizin, dass den Biophotonen eine physiologische Bedeutung im Sinne eines Einflusses auf die Gesundheit zukommt, hat bei Biologen und Physiologen bisher keine Zustimmung gefunden, wohl aber in der Esoterik und in Teilen der Alternativmedizin. Es gibt keine klinischen Studien, die einen Nachweis einer Wirksamkeit in Bezug auf die Gesundheit erbringen.
Physikalisch kann die Strahlung mittels hochempfindlicher Photonendetektoren nachgewiesen werden. Da diese Messung jeweils nur die abgestrahlten Photonen erfassen kann, ist der Rückschluss auf die in den Zellen herrschenden Strahlungsverhältnisse nicht direkt möglich. Kritiker dieser Theorie weisen darauf hin, dass insbesondere die postulierte Kohärenz der Photonen nicht nachweisbar ist.
In den Hypothesen über die gesundheitlichen Auswirkungen von Biophotonen sehen Kritiker den Versuch einer Wiederbelebung des Vitalismus, eines Konzepts, das in Biologie und Medizin im Laufe des 19. Jahrhunderts aufgegeben wurde. Statt der immateriellen Lebenskräfte des herkömmlichen Vitalismus werde nun ein pseudowissenschaftlicher Neovitalismus propagiert. Das erklärt zum einen die Distanz der etablierten biologischen und medizinischen Wissenschaft zu Behauptungen über Biophotonen, zum anderen aber auch das große Interesse bei einigen Vertretern der Alternativmedizin.